# Oreoneta tuva
Oreoneta tuva là một loài nhện trong họ Linyphiidae.
Loài này thuộc chi Oreoneta. Oreoneta tuva được Michael Ilmari Saaristo & Yuri M. Marusik miêu tả năm 2004.